# Riddim
Il concetto di riddim (traslazione gergale della parola inglese rhythm, ritmo) è alla base della musica reggae: si tratta della parte strumentale di un pezzo (tune), 
La caratteristica che accompagna il reggae dal periodo poco successivo alle sue origini è il fatto che i riddims sono stati ripresi fino a diventare la base di migliaia di brani, molti dei quali anche di successo, con saltuarie variazioni di tempo e caratteristiche, secondo lo stile più in voga, lasciando inalterati il basso e le armonie caratterizzanti il riddim stesso. 
Dai successi di Studio One e non solo, durante il periodo ska, rocksteady, early e roots sono stati estratti migliaia di riddims che hanno proliferato fino ai giorni nostri, dando vita ad una tradizione in cui si può ripercorrere tutta la storia della musica giamaicana, fatta di ricercatezze e paternità talvolta note solo agli "addetti ai lavori" di quei magici anni. 
Il riddim prende il nome dal titolo originale del brano, o più sporadicamente dal pezzo di maggior successo successivamente realizzato su tale base, nome che viene genericamente anteposto alla parola riddim.
Un esempio: la notissima Bam Bam di Sister Nancy è realizzata sullo Stalag riddim, che ricalca fedelmente "Stalag" dei Techniques, risalente al 1973. La variabilità (che come già detto non riguarda mai il giro di basso, seppur esso possa venire risuonato in modo leggermente diverso ma chiaramente riconoscibile) di cui il riddim è suscettibile lo rende concettualmente diverso da un beat (o base) rap, a cui talvolta viene erroneamente assimilato. 
La strumentale di un riddim è nota in Giamaica già dalla fine degli anni 1960 come version. Non tutti i brani classici della storia del reggae sono andati a costituire un riddim nel suo significato moderno, ma solo quelli per i quali si è avuta continuità. Anche se questa definizione può stridere con la visione di qualche purista, è già nel momento in cui veniva realizzata una versione dub di un brano che si entrava a parlare di riddim. Tuttavia, soprattutto per i giamaicani, il termine riddim concretizza qualunque versione cantabile messa a disposizione dal dj nel corso di una dancehall (dicendo riddim il toaster/singer di ogni epoca chiede che gli venga "passata la base"). 
Tra i riddim più utilizzati della storia, in termini quantitativi ma anche di notorietà, vanno ricordati:
- African Beat
- Answer
- Atariq
- Cuss Cuss
- Deaseses/Mad mad
- Heavenless
- Punaanny
- Real Rock
- Sattamassagana
- Shank I Sheck
- Sleng Teng
- Stalag
- Tempo
- Taxi
- Military
- Buy Out
- Eighty Five
- Diwali
- Boom Box

Mentre infiniti sono i riddim che, pur senza contare un'enorme quantità di rifacimenti, sono ugualmente molto noti e apprezzati dal pubblico di ascoltatori e fan della dancehall di ogni parte del mondo.